# Kcynia

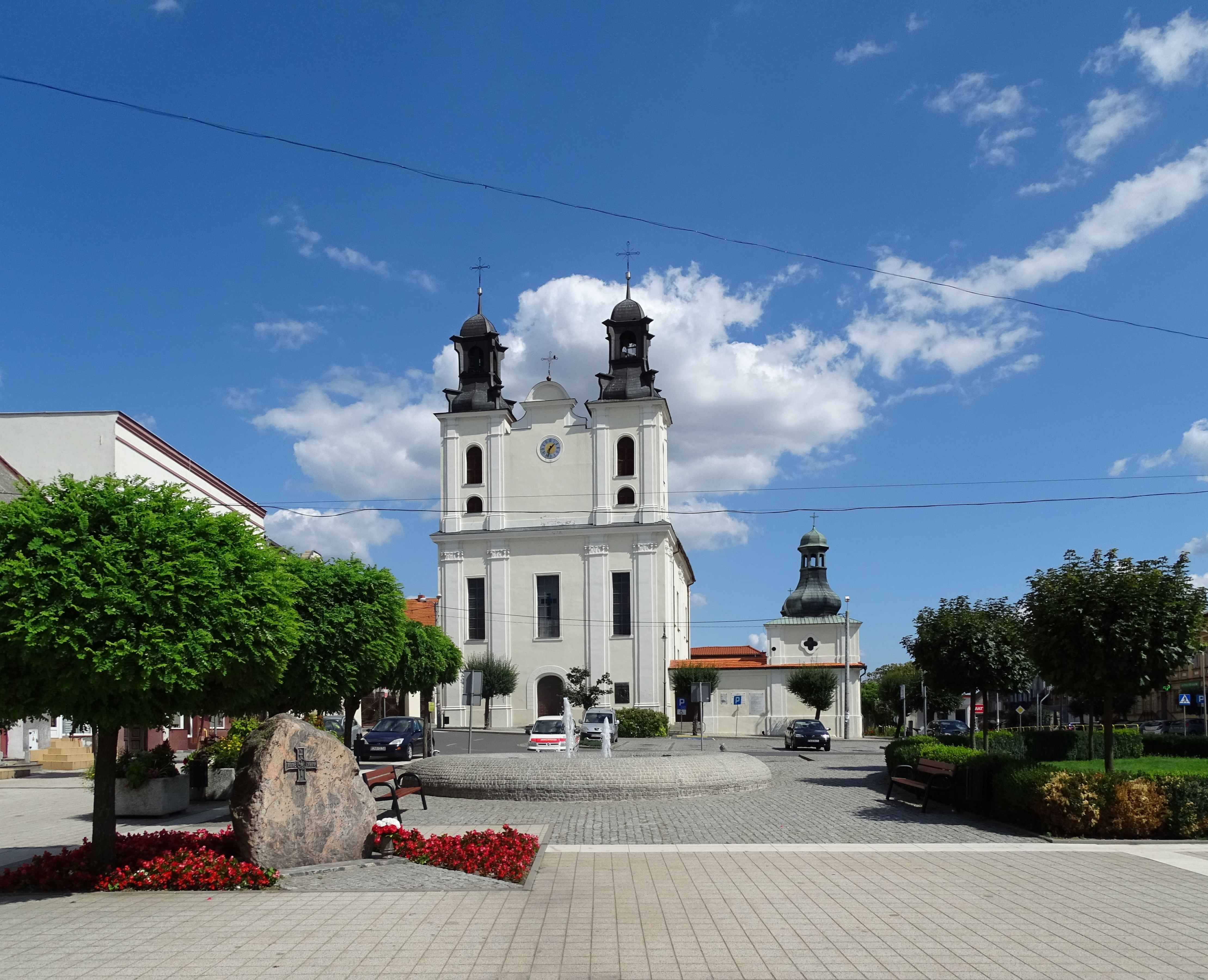
Igreja da Assunção da bem-aventurada Virgem Maria foi construída em 1788-1790 como uma igreja carmelita.

Kcynia é um município da Polônia, na voivodia da Cujávia-Pomerânia e no condado de Nakło. Estende-se por uma área de 6,84 km², com 4 678 habitantes, segundo os censos de 2017, com uma densidade de 683,9 hab/km².